# Eudes de Saint-Omer
 (août 2025).
Eudes de Saint-Omer, ou Odon de Saint-Omer, ou encore Oste de Saint-Omer, né vers 1165 et mort après 1218, est un noble du royaume de Jérusalem ainsi qu'un connétable du comté de Tripoli. Il est le quatrième et dernier fils de Gautier de Saint-Omer et d'Echive de Bures, princesse de Galilée de suo jure.

## Biographie
Après la mort de son père en 1174, la principauté de Galilée revient à Raymond III de Tripoli suite au remariage de sa mère avec celui-ci. À la mort de Raymond en 1187, le frère aîné de Guillaume, Hugues II devient le nouveau prince-titulaire de Galilée et de Tibériade. Hugues meurt à son tour en 1204 et son frère Raoul lui succède.
En 1194, Eudes devient connétable du comté de Tripoli jusqu'en 1196 environ.
Vers 1199 au plus tard, il se rend au royaume arménien de Cilicie où il se met au service du roi Léon II qui le fait seigneur de Gogulat. De là, il contrôle un point de passage stratégique important : les Portes de Cilicie.
Il meurt à une date inconnue, après 1218.

## Mariage et enfants
Il épouse Fenie Granier, fille de Renaud Granier, comte de Sidon, avec qui il a deux enfants :
- Eudes de Saint-Omer, mort jeune ;
- Echive de Saint-Omer, qui épouse Aimeri Rivet, fils de Jacob de Rivet et d'Élisabeth de Soissons.